# 蔡秀芬
蔡秀芬是國立中山大學物理系教授及特聘教授，曾擔任國立中山大學首任的女性學務長、教務長、主任秘書、校友服務中心主任及副校長。獲教育部「學生事務與輔導工作特殊貢獻人員獎」(2006)、教育部「優秀教育人員獎」(2012)、教育部「師鐸獎」(2017)、教育部資深優良教師(2024)。清華大學第18屆理學院傑出校友(2019)。

## 外部連結
- 自由電子報 - 特別報導 - 中山大學首位女學務長蔡秀芬 化缺憾為完美-系列2 （页面存档备份，存于）
- 國立中山大學物理系蔡秀芬簡介 （页面存档备份，存于）
- 我家有個女性科學人 （页面存档备份，存于）